# Московский университет (Моховая улица)
Комплекс зданий Московского университета на Моховой улице включает в себя несколько зданий XVIII — начала XX вв.

## История
24 января (4 февраля) 1755 года императрица Елизавета Петровна подписала указ «Объ учрежденіи Московскаго Университета и двухъ Гимназій». Учились в помещении Земского приказа на Красной площади у Воскресенских ворот, называемого «Аптекарский дом». Однако уже в 1757 году университету стало не хватать помещений.
В течение XVIII века Императорский Московский университет постепенно приобретал частные и церковные участки земли в квартале между Моховой, Большой Никитской и Тверской улицами. Окончательное перемещение университета из Аптекарского дома в здания на этом участке завершилось в 1790-е годы со строительством Главного корпуса Московского университета на Моховой улице.
В 1785 году владение приобрела императрица Екатерина II на собственные деньги и профинансировала строительство, выделив 125 тысяч рублей. Строительство поручено архитектору М. Ф. Казакову, по его проекту сооружён главный корпус Московского университета. 23 августа 1786 года начато строительство. 23 августа 1793 года здание торжественно открыто. Это здание окружил ряд принадлежащих университету домов, образуя своего рода «университетский квартал» в центре Москвы.
В 1812 году во время пожара Москвы, здание Главного корпуса университета почти полностью сгорело. Все перекрытия, которые были сделаны из дерева — утрачены. Библиотека, включавшая в себя множество эксклюзивных материалов, уничтожена. Коллекция музеев, архивы исчезли. До 1819 года Д. Жилярди активно работал над воссозданием старого здания, и в итоге восстановил его.
В 1830-е годы было решено расширить территорию университета за счёт участков на другой стороне Большой Никитской улицы, где был возведён новый университетский (Аудиторный) корпус и университетская церковь. Аудиторный корпус перестроил в 1832 году для университета архитектор Е. Д. Тюрин. Туда были перенесены основные лекционные курсы. В начале XX века Аудиторный корпус был значительно перестроен архитектором К. М. Быковским, который его расширил и соединил переходом со зданием, примыкавшим к университетской церкви. В 1876 году перед зданием поставлен бюст М. В. Ломоносова, отлитый из бронзы. По левую руку от Аудиторного корпуса К. М. Быковским было сооружено большое здание для университетской библиотеки, старейшей и одной из самых крупных (в то время) в столице.
За пределами прилегающего к Моховой улице и Большой Никитской улицам квартала в конце XVIII — первой трети XIX века располагались принадлежавшие университету здания книжной лавки с Университетской типографией, а также Благородного пансиона Московского университета, занимавшие угол Тверской улицы и Газетного переулка.
С конца 1880-х годов новой частью Императорского Московского университета стал Клинический городок на Девичьем поле.

### Университетский квартал
1. Главный корпус университета (арх. М. Ф. Казаков, 1786—1793, перестроен после пожара 1812 года арх. Д. И. Жилярди в 1816—1819 гг.).
2. Ректорский дом. Перестроен в 1802 г. из особняка Волконских XVII в. Снесен в 2000 году.
3. Аудиторный корпус (арх. Е. Д. Тюрин, 1833—1835, перестроен арх. К. М. Быковским в 1904 г.).
4. Церковь св. Татианы (арх. Е. Д. Тюрин, 1835).
5. Жилой дом. Перестроен в 1835 г. из здания опричного двора Ивана Грозного.
6. Химическая лаборатория (1878).
7. Медицинский корпус (1878).
8. Физиологический корпус (1893).
9. Жилой дом (конец XIX в.).
10. Жилой дом (начало XX в.).
11. Зоологический корпус (начало XX в.).
12. Ботанический корпус (начало XX в.).
13. Лаборатория медицинской химии (начало XX в.).
14. Физический институт (1904).
15. Новый аудиторный корпус (арх. К. М. Быковский, 1904).
16. Научная библиотека (арх. К. М. Быковский, 1904).
17. Агрономический корпус (1906, перестроен в 1940 г.).
18. Психологический корпус (1912).
19. Геологический институт (арх. Р. И. Клейн, 1919).
20. Памятники А. И. Герцену и Н. П. Огарёву (скульпт. Н. А. Андреев, 1922).
21. Анатомический корпус (1928).
22. Дом Орловых-Мещерских (арх. М. Ф. Казаков, 1790-е годы). Передан университету в 1934 г.
23. Памятник М. В. Ломоносову (скульпт. И. И. Козловский, 1957).

Уже к середине XIX века территория Московского университета на правой стороне Никитской улицы заняла целый квартал, от Моховой улицы до Долгоруковского переулка, поглотив владения нескольких дворянских усадеб и двух церквей (разобранных в конце XVIII века). По периметру этой территории, помимо Главного корпуса, в первые послепожарные десятилетия были возведены здания Медицинского и Клинического институтов (1819), Анатомический корпус (1819), Аптекарский корпус (1822), Химическая лаборатория (1838).
На рубеже XIX—XX веков, когда у Московского университета появились финансовые возможности началась интенсивная застройка площади университетского квартала. Построен новый анатомический корпус для медицинского факультета (1876). Выстроено здание Физиологического института (1893) по инициативе профессора И. М. Сеченова. Завершена перестройка здания химической лаборатории (1887) по проекту профессора В. В. Марковникова. На месте корпусов бывших университетских клиник архитектором К. М. Быковским сооружены здания Зоологического и Ботанического корпусов с проездной аркой в стиле «неоренессанс» (1896—1902), ведущей во двор университетского квартала.
В глубине квартала располагался так называемый Ректорский дом — единственная постройка Московского университета, пережившая пожар 1812 года. В 1903 году лабораторные работы и преподавание физики перенесены в возведённое рядом с Ректорским домом по инициативе профессора Н. А. Умова здание Физического института. Здание Агрономического института. Строительство в этой части территории Московского университета завершилось возведением на месте Аптекарского корпуса Геологического корпуса (1914—1918) для размещения Геологического и Минералогического музеев, а в 1928 году — Анатомического корпуса.

### Университетский квартал после 1917 года
После Октябрьской революции 1917 года храм Святой Мученицы Татианы при университете был переформирован в клуб студентов. В годы Великой Отечественной войны (1941—1945) Аудиторный корпус потерпел большой урон от бомбардировок. Тогда же был повреждён бюст Михаила Ломоносова. В 1957 году поставлен новый памятник Михаилу Ломоносову, у которого проходят встречи студентов, преподавателей и выпускников университета.
В XXI веке здесь находятся: помещения и фонды Музея истории Московского университета, мемориальный кабинет-библиотека ректора И. Г. Петровского, уникальные книжные собрания университетской библиотеки, коллекции Антропологического музея. Также здесь располагается институт стран Азии и Африки при МГУ.

## Корпуса

### Храм святой Татианы
В конце XVIII века в усадьбу Пашковых вошёл корпус по линии Никитской улицы, который был перестроен для манежа (в этом манеже в 1805—1808 годах давала спектакли труппа сгоревшего Петровского театра) с эффектной полукруглой колоннадой на торце. Это здание было соединено с главным домом переходом с арочным проездом и стало правым флигелем усадебного комплекса. В 1837 году митрополит Московский Филарет освятил здесь домовую церковь Московского университета.

### Научная библиотека
Здание Научной библиотеки МГУ построено в 1897—1901 годах архитектором Быковским на месте лавочного корпуса, в котором размещались подсобные учреждения и жилые квартиры. Построено с отступом от красной линии Моховой улицы с целью защиты от уличного шума. Закруглённый угол здания соотносится с формами церковного флигеля.
Изначально здание отвечало требованиям работы и хранению книг. Круглый читальный зал спроектирован под влиянием читального зала Британского музея. Со временем хранилище уже не могло вмещать быстро увеличивающиеся книжные фонды. В 2006 году библиотека была переведена в новое здание на Воробьёвых горах.

### Факультет психологии
- Главное здание факультета психологии МГУ (он же Жёлтый корпус, Агрономический корпус)[12]
- Лабораторный корпус факультета психологии МГУ (он же Красный корпус, Ботанический корпус и Зоологический корпус)[12].